# 長野ハル
長野 ハル（ながの はる、1925年4月26日 - 2025年1月1日）は、日本のプロボクシング・マネージャー。東京都出身、帝拳ジム所属。女性。

## 来歴・人物
1948年に実践女学校卒業後、第二次世界大戦後の大就職難のさなか、帝拳ジムに就職し、当時の会長で日本プロボクシング協会初代会長でもあった本田明の秘書となった。入社するまで長野は、帝拳がボクシングの会社だということを知らなかったという。
しかし明は1965年7月3日、64歳で死去。明は、後継者を次男・明彦にするよう遺言した。長野はこれを守るべく尽力する。しかし明彦は当時17歳（立教高校3年）と若すぎ、協会は明彦の就任を拒否した。そこで明の未亡人で明彦の母でもある本田ハルを名目上の会長に据え、数年後に明彦を会長に就任させた。長野は本田ハルと同名であるが、これは偶然の一致で両人に関係は全くない（長野から見れば「会長の奥様」）。明彦の会長就任後も、長野が実質的経営者であることは変わりなかった。
帝拳入社から70年以上にわたり、国内最大手ジムのマネージャーを務めていた。
長野が帝拳ジムのマネージャーを務めた期間、小坂照男、大場政夫、浜田剛史、西岡利晃、粟生隆寛などの名ボクサーを育成し、系列ジムである大阪帝拳所属の辰吉丈一郎の世界戦、或いはマイク・タイソンの日本での防衛戦など多くのビッグマッチを手がけ続けた。
ボクシング関係者との親戚・縁戚関係は全くなく、自身でのボクシング経験もない。
沢木耕太郎「一瞬の夏」等、同ジムを描いたノンフィクション作品にも登場している。
実父は東京帝国大学法学部卒、高等文官試験合格後、裁判官を務め、退官後は弁護士として活躍した人物。
2025年1月1日、老衰のため死去。99歳没。